# Un poco Loco (storia a fumetti)
Un poco Loco è la nona storia a fumetti di Valentina, celebre personaggio creato da Guido Crepax. Ancora una volta con la presenza dei Sotterranei come antagonisti, è originariamente una storia della serie Neutron, in cui il supereroe ha ancora un ruolo predominante rispetto a Valentina.

## Trama
Valentina e Philip si ritrovano al centro di un nuovo mistero che li riporta ad avere a che fare con i Sotterranei. Una serie di sparizioni di donne a Milano insospettisce la coppia. Mentre sono in vacanza all'Isola d'Elba, Valentina si rende conto che Philip possiede lo stesso potere paralizzante dei Sotterranei, quando lo utilizza per immobilizzare uno squalo.
Le indagini li portano al Dr. Lochness, uno psicanalista le cui pazienti scompaiono pochi giorni dopo essere state visitate. Inoltre, Philip assiste a un furto di gioielli dove le vittime sono paralizzate con il suo stesso potere, e seguendo una pista, giunge allo studio del dottore. Valentina si finge paziente per infiltrarsi, ma viene sedata dall'assistente, Rosemarie.
Philip sventa un inganno di Rosemarie (travestita da Valentina) e si confronta con il Dr. Lochness, che si rivela essere Loco, un Sotterraneo salito in superficie anni prima. Loco confessa di aver cospirato con Rosemarie per rapire giovani donne e ottenere materiale per un trapianto di cornea che gli avrebbe dato la vista, finanziando il tutto con i furti di gioielli. Loco propone a Philip di unirsi a lui per dominare il mondo con il loro potere, imponendo la legge di Tóitatnan. Philip finge di accettare, ma con l'aiuto di Valentina, che si sostituisce a Rosemarie, riesce ad eliminarlo.

## Personaggi

### Valentina Rosselli
Fotografa milanese e fidanzata di Philip Rembrandt, in questa avventura coopera con il compagno per indagare su un nuovo mistero.

### Philip Rembrandt / Neutron
Philip veste ancora una volta i panni di Neutron per smascherare un nuovo piano criminale.

### Dr. Lochness / Loco
Sotterraneo di Tóitatnan che ha raggiunto la superficie molti anni addietro, fingendosi cieco e tenendo segreto il suo potere. Avendo bisogno dell'aiuto di qualcuno in grado di vedere, racconta di essersi prima rivolto a "un certo Adolf" e successivamente di aver conosciuto a Vienna Rosemarie, nella quale ha trovato un fedele alleato.

### Rosemarie Riefenstahl
Medico viennese che studia il potere di Loco e si allea con lui promettendogli di potergli donare la vista tramite un'operazione chirurgica. A tale scopo apre insieme a Loco la clinica psichiatrica, come copertura della loro attività criminale.

## Curiosità
- Parte della vicenda si svolge ai Ronchi, località della Versilia dove Crepax era solito passare le vacanze estive con la famiglia.

## Pubblicazioni
- linus al mare luglio 1967[1]
- Milano Libri (Valentina in giallo) ottobre 1976
- RCS (Volume 4) 2007
- Salani (Misteri e misfatti) 2010
- Mondadori (Volume 25) 2015